# Ify Ibekwe
Ifunanya Debbie Ibekwe, detta Ify (Carson, 5 ottobre 1989), è un'ex cestista statunitense con cittadinanza nigeriana, professionista nella WNBA.

## Carriera
È stata selezionata dalle Seattle Storm al secondo giro del Draft WNBA 2011 (24ª scelta assoluta).
Con la Nigeria ha disputato i Giochi olimpici di Tokyo 2020 e due edizioni dei Campionati africani (2019, 2021).